# Parc naturel du Douro International
Le parc naturel du Douro International (en portugais Parque Natural do Douro Internacional) est l'un des treize parcs naturels du Portugal.

## Présentation
Il est situé dans les municipalités de Miranda do Douro, Mogadouro, Freixo de Espada à Cinta et Figueira de Castelo Rodrigo. Il s'étend sur un vaste territoire le long du fleuve Douro où il marque la frontière entre le Portugal et l'Espagne (d'où le nom de « Douro international »). Le parc s'étend également le long de l'Águeda, affluent du Douro, également dans la zone frontalière.
Le parc a été créé pour protéger le paysage pittoresque de la région, ainsi que sa flore et sa faune.

## Sources
- (en)/(es) Cet article est partiellement ou en totalité issu des articles intitulés en anglais « International Douro Natural Park » (voir la liste des auteurs) et en espagnol « Parque natural del Duero Internacional » (voir la liste des auteurs).